# Das Abenteuer geht weiter
Das Abenteuer geht weiter ist ein Spielfilm des italienischen Filmregisseurs Carmine Gallone aus dem Jahr 1939. In der Hauptrolle verkörpert Johannes Heesters den international berühmten Sänger Heinz van Zeelen, der es nicht scheut, ständig neue Flirts und Liebeleien mit fremden Damen einzugehen.

## Handlung
Der international bekannte Bühnensänger Heinz van Zeelen ist neben seinem Beruf ein leidenschaftlicher Liebhaber, der sich in immer neue Liebesabenteuer einlässt. Als er bei einem Auftritt in Mailand mit einer Amerikanerin flirtet und Helene, seine Frau, ihn dabei beobachtet, bittet seine Frau ihn anschließend, zusammen mit ihr am folgenden Tag nach München zu fliegen. Sie hat dabei vorrangig im Sinn, dass er den Flirt mit der Amerikanerin vergisst. Heinz ist einverstanden, jedoch hat er im Hinterkopf, gleich nachdem er in München angekommen ist, wieder zurück nach Mailand zu fliegen.
Aufgrund schlechter Witterungsverhältnisse kann das Flugzeug jedoch nicht in München landen, stattdessen wird eine Notlandung durchgeführt und Heinz macht sich alleine auf den Weg zurück nach Mailand. Er macht Zwischenstation in einem ländlich gelegenen Gasthaus, wo er sich schon wieder aufs Neue verliebt: diesmal in die Tochter des Wirts, deren größter Wunsch es ist, einmal die Schauspielerei als Beruf ergreifen zu können. Sie wittert ihre Chance dazu, als sie erfährt, dass Heinz ein berühmter Sänger ist.
Zwischenzeitlich hat Helene die Scheidung von Heinz eingereicht. Als er das erfährt, begibt er sich umgehend auf den Rückweg nach Hause. Er ist nun verunsichert, da er nicht weiß, wie es mit seiner Ehe weitergehen wird, sollte diese denn überhaupt noch Bestand haben. Auf einem weiteren Auftritt in einem Theater spielt seine Stimme wegen seiner Unsicherheit verrückt, er singt in schiefen Tönen, sein Auftritt droht, im Fiasko zu enden. Als er aber seine Frau im Publikum entdeckt, erkennt er, was er ihr bedeutet und gewinnt neues Selbstbewusstsein. Dies spiegelt sich auch in seiner Stimme wider: Er singt so schön wie nie zuvor und seine Ehe ist am Ende glücklich gerettet.

## Produktionsnotizen
Der Film wurde zwischen Ende Oktober und Mitte Dezember 1938 in den Rosenhügel-Filmstudios und Sievering-Ateliers in Wien sowie in Rom und auf einer Insel im Lago Maggiore gedreht. Er wurde am 24. Februar 1939 in Hamburg uraufgeführt. Weitere Erscheinungstermine (im Ausland) waren der 23. Januar 1940 in Ungarn, der 2. Februar 1940 in den USA, der 23. April 1941 in Schweden und der 30. April 1944 in Finnland.
Die Liedtexte zu Franz Grothes Musik lieferte Ernst Marischka. Die Filmbauten entwarf Julius von Borsody, Max Hüske übernahm die Produktionsleitung. J. A. Vesely war einer von zwei Aufnahmeleitern, für den Ton sorgte Paul Kemmeter.

## Musiktitel
- Jede Frau hat ein süßes Geheimnis (Musik: Franz Grothe / Libretto: Ernst Marischka)
- Lied ohne Worte: Liebliche Weise, zärtliche Musik (Franz Schubert / Marischka)
- Meine Welt – die bist Du! (Grothe / Marischka)
- Una furtiva lagrima (Gaetano Donizetti)